# オールバニ (原子力潜水艦)
|          |                                           |
| 艦歴     |                                           |
| 発注     | 1983年11月29日                            |
| 起工     | 1985年4月22日                             |
| 進水     | 1987年6月13日                             |
| 就役     | 1990年4月7日                              |
| その後   | 就役中                                    |
| 母港     | バージニア州ノーフォーク                  |
| 性能諸元 |                                           |
| 排水量   | 満載：6,148 トン、基準：5,746 トン        |
| 全長     | 110.3 m (362 ft)                          |
| 全幅     | 10 m (33 ft)                              |
| 喫水     | 9.4 m (31 ft)                             |
| 最大速   | 水上25 kt (46 km/h)、水中30+ kt (56 km/h) |
| 潜行深度 | 290 m (950 ft)                            |
| 機関     | S6G reactor 1基                           |
| 乗員     | 士官12名、兵員98名                        |
| モットー | Still Making History                      |
|          |                                           |

オールバニ(USS Albany, SSN-753)は、アメリカ海軍のロサンゼルス級原子力潜水艦の42番艦。艦名はニューヨーク州オールバニに因んで命名された。その名を持つ艦としてはオレゴン・シティ級重巡洋艦2番艦(CA-123/CG-10)以来5隻目。

## 艦歴
オールバニの建造は1983年11月29日にバージニア州ニューポート・ニューズのニューポート・ニューズ造船所に発注され、1985年4月22日に起工した。1987年6月13日にナンシー・M・キッシンジャー（ヘンリー・キッシンジャーの妻）によって命名、進水し、1990年4月7日にダリル・R・アンダーソン艦長の指揮下就役した。
オールバニは従来の「keel up」工法で建造された最後のアメリカ潜水艦であった。
2004年7月30日にオールバニは6ヶ月に及ぶペルシャ湾、オマーンでの展開を終えてノーフォークに帰還し、その後地中海でのNATO演習「MEDSHARK/Majestic Eagle」に参加した。